# Nerelimomab
Nerensonomab là một kháng thể đơn dòng của chuột hoạt động như một chất ức chế TNF.